# Der Ring der Giuditta Foscari
Der Ring der Giuditta Foscari er en tysk stumfilm fra 1917 af Alfred Halm.

## Medvirkende
- Erna Morena som Giuditta Foscari
- Emil Jannings
- Harry Liedtke